# Аміров Мешаді Джаміль Аміраслан-огли
Мешаді Джаміль Аміраслан-огли Аміров (азерб. Məşədi Cəmil Əmirov; 1875, Шуша, Російська імперія — 1928, Гянджа, Азербайджанська РСР) — азербайджанський тарист і композитор, батько композитора Фікрета Амірова. Мешаді Джаміль Аміров є одним з найвидатніших діячів в історії азербайджанської музичної культури. Його творчість відрізняється особливим стилем, що проявлявся в таланті до створення музики і співі.

## Біографія
Народився 1875 року в Шуші. 1910 року Аміров разом з групою музикантів отримав запрошення до Риги, в компанію «Грамофон». Тут він записує кілька мугамів і народних пісень.
1911 року для здобуття музичної освіти їде в Туреччину. Два роки проживає і навчається в Стамбулі. В Туреччині Аміров пропагує азербайджанську музику. Саме у Мешаді Джаміля турки бачать гру на тарі на грудях. Турецька газета «Шанбал» друкує статтю про Мешаді Джаміля, а також публікує його фотографію з таром. У Стамбулі Аміров переклав на ноти мугам «Ейрати». В Туреччині Аміров навчився грати на уді і кануні і, повертаючись на Батьківщину, привіз ці інструменти з собою.
Аміров є автором опери «Сейфульмулюк» (1915) і музичної драми «Чесна дівчина» (1923). 1923 року створює в Гянджі музичну школу.
Помер Мешаді Джаміль 1928 року в Гянджі, де й похований.

## Галерея

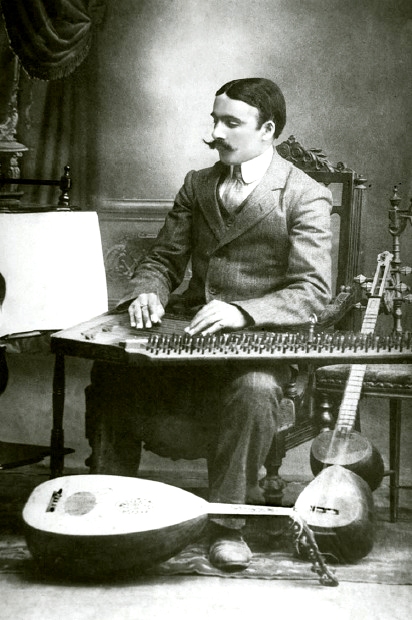
Аміров грає на кануні